# Казанлъшка роза
Казанлъшката роза (Rosa damascena Mill. f. trigintipetala Dieck), известна още като „червена маслодайна роза“ е вид маслодайна роза.
Получена е от Rosa damascena, която в България се отглежда в промишлени насаждения в Подбалканските полета като етеричномаслено растение. Вариететът trigintipetala се характеризира с еднократен ранно-летен цъфтеж в продължение на 20 – 30 дни. Заема почти 100 % от площта на маслодайната роза в България и е сред най-разпознаваемите национални символи на България.
Във „Флора на Р. България“ Казанлъшката роза е отбелязана с наименованието, дадено ѝ от Dieck – Rosa gallica var. damascena f. trigintipetala Dieck, а в някои други определители – като Rosa kazanlika V. T. (Proffeseur Emile Perrot или Trigintipetala) Към този вид са определени три вариетета:
- var. heteropetala V. T. – със среден брой (30 – 50) едри и дребни венечни листенца
- var. macropetala V. T. – характерен с малък брой едри и гладки венечни листенца
- var. micropetala V. T. – характерен с голям брой дребни и нагънати венечни листенца

Счита се, че Rosa kazanlika V.T. е произлязла от Rosa damascena Mill. При продължителното ѝ отглеждане в района на Казанлък, розата значително се е променила, като преди всичко е станала по-кичеста, с повече венчелистчета. Това определя обособяването в самостоятелен вид – Rosa kazanlika V.T.
Казанлъшката роза – Rosa damascena f.trigintipetala (Dieck) R. Keller (R.kazanlika V.T.), е произлязла от групата на храстовидните листопадни рози, създадени в древните държави от Близкия изток – Вавилон, Персия и Сирия. В тази група (секция Галика) влизат още Rosa damascena Mill. и Rosa Centifolia L.

## История
Родината на розата е Средна Азия. В България е внесена от османските турци през 15-17-и в., като трайно се установява тук към средата на 19 в. В България е култивирано растение, отглеждано в Розовата долина, където намира най-подходящи условия за развитие и дава най-висококачественото масло. Промишлените насаждения на местната роза се разпространили по цялата Подбалканска долина и в началото на 19-и в. розата получила името „казанлъшка роза“ (Rosa of Kazanlik), а Подбалканската долина – „Розова долина“.
Една от целите на съвременната селекция е създаването на специални хибридни форми, които да са подходящи изключително за биологично производство, което има много добра реализация на международните пазари.
Култивирания с времето нов вид роза цъфти около 22 – 25 дни – от втората половина на май до средата на юни. Средната продуктивност на сорта Казанлъшка роза е 200 – 250 kg/дка, а максималната е около 800 kg/дка.

## Морфологична характеристика
1. Коренова система – достига дълбочина 4 – 5 м и се състои от адвентивни корени, които излизат най-често от възлите[6].
2. Надземна част:
  - Розата е разклонен в основата си храст, достигащ височина 2 и повече метра. Младите разклонения имат тревисто зелен цвят и много шипове. През втората година леторастите се разклоняват и остаряват на 8-10-ата година. За да се поддържа живот на растението 30 – 40 години, храстите трябва да се подмладяват.
  - Леторасти – биват вегетативни и цветоноснии. Вегетативните имат буен растеж и служат за подновяване на храста. Цветоносните имат слаб растеж и след прецъфтяването продължават да нарастват за втори подраст.
  - Листа – сложни, текоперести, с 5 – 7 петури, горната им повърхност е тревистозелена, а долната – сивозелена, отделните петури имат дължина около 5 см и ширина около 3 см. Окапването на листата става много късно, с настъпване на зимните студове.
  - Пазвени пъпки – диференцират се като вегетативни и цветоносни.
  - Цветове – разположени са в съцветие метлица, като в зависимост от условията на годината и климата на района имат различен брой. Чашелистчетата са 5, а по броя на венечните листа се делят на пулести (с малък брой) и кичести (с голям брой).
    - По отношение на окраската си цветовете биват: с бледорозова, с типично розова, с розово-червена и с бяла. В типичната популация преобладават розовите храсти с 4 – 5 цвята в съцветие.
    - Броят на венечните листа варира в широки граници – от 6 до 76, а теглото на цвета – от 1 до 3,8 г. Типичните храсти имат средно 28 венечни листа и тегло 2,3 г.

  - Плодове – лъжливи (шипка), покрити отвън със смолести жлези. В лъжливия плод се формират 1 – 3 орехчета, покрити с кожух.

## Химичен състав
Цветовете на казанлъшката роза съдържат средно около 0,05% розово масло, което се натрупва предимно в горния епидермис на венчелистчетата. Етеричното масло включва фенилетиленов алкохол, гераниол, нерол, цитронелол, до 30% стеароптени (които предизвикват втвърдяването на розовото масло при 25 °C), евгенол, цитрал, линалоол, бензалзехид, танини (предимно катехини, кверцитрин, кверцетин), восъци, захар и др.

## Приложение
Казанлъшката роза се отглежда заради цветовете, които съдържат етерични масла и от които се произвежда известното по цял свят българско розово масло. Известни парфюми в чийто състав участва българска роза са Just Pink (от Cavalli), 5-th Avenue (от Elizabeth Arden), City Glam (от Emporio Armani), Omnia Amethyste (от Bvlgari), Noa Fleur (от Cacharel), Chic (от Carolina Herrera), Allure Sensuelle (от Chanel) и др. В някои години цената на българското розово масло се доближава до цената на златото, откъдето идва и наименованието му „течно злато“.
Вторичен продукт от процеса на парна дестилация по извличането на масло е розовата вода, която намира употреба в парфюмерийната и хранителната промишленост. Измежду останалите продукти на розовия цвят са розовото абсолю и розовия конкрет.
Преработените венчелистчета и плодовете от казанлъшката роза са богати на Витамин C, а също така успешно могат да се ползват за фураж на животните. Извареният розов цвят (джибрите) съдържат много белтъчини (около 23%), безазотни вещества (около 33%) и мазнини, като превъзхожда ливадното сено. За домашните животни може да се използва като сочен фураж или да се силажира за зимата.
Има силно спазмолитично, холагонно, холеритично и антисеротониново действие.
От цветните листенца на казанлъшката маслодайна роза се приготвят конфитюри, желета, сладка и ликьори. Продуктите, получени от преработването на цветовете, се влагат в кулинарията като ароматизатори, овкусители, оцветители, например розовия мед.
Насажденията с рози изпълняват и противоерозионни функции в района, в който се отглеждат.